# Ernest Schimmel
Ernest Schimmel (* 13. März 1911 in Wien; † 1977) war ein österreichischer Architekt, Maler und Grafiker, der ab 1945 in der Ortschaft Schlag in der Mühlviertler Gemeinde Grünbach lebte.

## Leben und Wirken
Schimmel studierte nach Pflichtschule und Realgymnasium Malerei bei Rudolf Jettmar und Hans Larwin und zwei Semester Grafik an der Meisterschule für Grafik an der Akademie der bildenden Künste Wien. 1945 ging er nach Grünbach.  1955 gehörte er mit Hans Stumbauer zu den Gründungsmitgliedern der Mühlviertler Künstlergilde und war Mitglied der Zülow Gruppe.
Nach grafischen und malerischen Aufgaben konzentrierte er sich auf die Innenarchitektur von Gasthäusern und Wohngebäuden.
Er war verheiratet mit Eva. Sein 1966 geborener und 2017 verstorbener Sohn Henning Schimmel war Designer und Publizist.

## Werke
- Zyklus Bäuerlicher Sonntag, daraus Am Wirtshaustisch, Kreidezeichnung, 1945

## Ausstellungen
- Gemeinschaftsausstellung im Gründungsjahr der Mühlviertler Künstlergilde, Urfahr 1955
- Werke von Ernest Schimmel, Kunstausstellung in Freistadt, 1987